# Фацер, Карл
Ка́рл Фа́цер (нем. Karl Fazer; 16 августа 1866, Гельсингфорс, Великое княжество Финляндское — 9 октября 1932, Йокиойнен, Финляндия) — финский предприниматель и спортсмен швейцарского происхождения.

## Биография
Его отец, Эдуард Петер Фацер (изначально Fatzer), был скорняком (мастером по выделке мехов) швейцарского происхождения. В браке с Анной Доротее Хаунхардт родилось восемь детей. Среди его братьев и сестёр были производитель и торговец сахаром Макс Фацер, пианист и директор Финской оперы (ныне Финская национальная опера) Эдвард Фацер, Конрад Фацер, основатель музыкального движения «Фацер», и пианистка Наэма Фацер.
Фацер изучал пекарское дело в Берлине, Париже и Санкт-Петербурге, прежде чем стать пионером финского промышленного производства кондитерских изделий. 17 сентября 1891 года вместе со своей женой Бертой открыл французско-русский магазин кондитерских изделий на улице Глогатан (фин. Kluuvikatu), дом №3 в Хельсинки. Позже открыл фабрики по производству шоколада и конфет в районе Рёдберген (фин. Punavuori Пунавуори). Основанная им компания Fazer по-прежнему существует. Многие из его продуктов стали классическими, особенно «Fazer Blue» («Fazerin Sininen» на финском языке, «Fazer Blå» на шведском языке), бренд шоколада, который часто сравнивают с салмиакки, конфетами, которые являются частью финской национальной идентичности. Рецепт (швейцарский) «Fazer Blue» появился в семье в качестве благодарности сыну Карла Фацера - Свену Фацеру за уход за больным мальчиком. Этот рецепт используется с 1922 года, когда шоколад был представлен на рынке в своей характерной синей упаковке.
Карл Фацер был любителем природы, знатоком птиц, охотником и рыбаком. Основал множество природных парков в Финляндии.

### Олимпийские игры 1912 года
Карл Фацер также был отличным стрелком и участвовал в Олимпийских играх 1912 года. Занял 12-е место в одиночном зачёте и пятое место в командном.